# Chapelle Saint-Andéol de La Bâtie-Rolland
La chapelle Saint-Andéol est une chapelle romane située sur le territoire de la commune de La Bâtie-Rolland dans le département français de la Drôme en région Auvergne-Rhône-Alpes.

## Localisation
La chapelle est située au cimetière, à 2 km au nord-ouest de la Bâtie-Rolland, sur la route départementale D625.

## Historique
La chapelle romane a été édifiée aux XIIe et XIIIe siècles.
Elle fait l'objet d'un classement au titre des monuments historiques depuis le 4 décembre 1967.